# Monti Ochandja
I Monti Ochandja (in russo хребет Охандя?) sono una catena montuosa che fa parte del sistema dei Monti Čerskij e si trova nel territorio dell'Oblast' di Magadan, in Russia.
Gli Ochandja si trovano nella parte sud-orientale del sistema dei Čerskij, a nord dell'Altopiano dell'alta Kolyma. Comprendono il punto più alto della regione di Magadan, un picco senza nome alto 2 337 metri.
La catena si estende dalla sorgente del fiume Bol'šoj Mal'djak (tributario del Bërëlëch), vicino al monte Nenkat (1 844 m), sino al lago Malyk dove sfocia il fiume Ochandja che ha origine dalla catena. A est la delimita la valle del lago Mamontaj. Il lago Malyk a sud divide gli Ochandja dai monti Čerge. 
Ha origine dai monti Ochandja anche il fiume Omulëvka.